# 미나미요시다역
미나미요시다역(일본어: 南吉田駅)은 일본 니가타현 쓰바메시에 위치한 동일본 여객철도 에치고선의 철도역이다. 단선 승강장 1면 1선의 구조를 갖춘 지상역이다.

## 역 주변
- 국도 제116호선
- 쓰바메 시청

## 역사
- 1965년 6월 10일 : 국철 에치고선의 역으로서 아오즈 - 니시요시다 간에 신설.
- 1987년 4월 1일 : 일본국유철도 분할 민영화에 의해, 동일본 여객철도가 승계.

## 인접 역
| 동일본 여객철도 에치고선 | 동일본 여객철도 에치고선 | 동일본 여객철도 에치고선 |
| ------------------------ | ------------------------ | ------------------------ |
| 아오즈 가시와자키 방면   | ■ 에치고선               | 요시다 니가타 방면       |